# جيروم ميرفي
جيروم ميرفي (بالإنجليزية: Jerome Murphy)‏ هو لاعب كرة قدم أمريكية أمريكي، ولد في 13 يناير 1987 في إليزابيث في الولايات المتحدة.

## وصلات خارجية
- جيروم ميرفي على موقع مرجع كرة القدم المحترفة.كوم (الإنجليزية)